# Kaarlo Ståhlberg
Kaarlo Ludvig Ståhlberg, född 5 september 1933 i Uleåborg, är en finländsk jurist och ämbetsman.
Ståhlberg blev juris doktor 1965. Han undervisade 1961–1967 i straffrätt vid Helsingfors universitet (biträdande professor 1966–1967) och var 1967–1978 delägare i en advokatbyrå i Helsingfors. Han tjänstgjorde 1970–1973 som riksdagens justitieombudsman och var 1978–1988 president i den nyinrättade Rovaniemi hovrätt samt 1988–1993 i Helsingfors hovrätt.
Han är sonson till Finlands president Kaarlo Juho Ståhlberg.